# Vietnam méridional
Cet article traite de la région géographique. Pour le pays, voir République du Vietnam.

Régions du Vietnam.

Le Vietnam du sud est l'une des trois régions du Vietnam (les autres sont le Vietnam septentrional et le Vietnam central).
La plus grande ville du sud est Hô-Chi-Minh-Ville, la plus grande ville du pays. Les autres principales villes du sud sont Cần Thơ et Biên Hòa.

## Sous-régions
Le Vietnam du sud comprend plusieurs sous régions :
- le Sud-Est (Đông Nam Bộ) qui inclut six provinces : Bình Phước, Tây Ninh, Bình Dương, Đồng Nai, Bà Rịa–Vũng Tàu et Hô-Chi-Minh-Ville.
- le delta du Mékong (Đồng bằng sông Cửu Long) qui comprend 13 provinces : Long An, Đồng Tháp, Tiền Giang, An Giang, Bến Tre, Vĩnh Long, Trà Vinh, Hậu Giang, Kiên Giang, Sóc Trăng, Bạc Liêu, Cà Mau, Cần Thơ.